# Kelurahan Kotabaru (administrativ by i Indonesien, Nusa Tenggara Timur, lat -8,63, long 122,22)
Kelurahan Kotabaru är en administrativ by i Indonesien.   Den ligger i provinsen Nusa Tenggara Timur, i den sydöstra delen av landet, 1 700 km öster om huvudstaden Jakarta.